# Holographic Versatile Disc

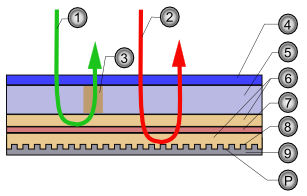
Estrutura do HVD
1. Laser verde de leitura/escrita (532nm)
2. Laser vermelho de endereçamento (650 nm)
3. Holograma dos dados
4. Camada de policarbonato
5. Camada holográfica de dados
6. Camadas de distanciamento
7. Camada reflectora (reflecte a luz verde)
8. Camada reflectora de alumínio (reflecte a luz vermelha)
9. Camada transparente
P. Camada de endereçamentos (por depressões binárias)

Holographic Versatile Disc ou HVD seria a próxima tecnologia de discos ópticos, que prometia suceder o Blu-ray. Mas a empresa responsável pelos discos não os lançou nas datas prometidas e foi a falência em 2010.

## Composição
O disco é composto por 3,9 TBs, que podem ser lidos a uma velocidade de 1 Gbps. O disco é composto por duas camadas, que são acedidas através de dois lasers, um verde-azulado (532 nm) e outro vermelho (650 nm). A primeira camada, a acedida pelo laser verde, contêm a informação propriamente dita, já a segunda camada contém um índice dos ficheiros (ou dos seus segmentos) e a sua posição na camada de dados.

## Comercialização
O disco foi anunciado no dia 27 de abril de 2009, pela empresa multi-nacional General Electric (GE), surgindo como uma concorrente à tecnologia blu-ray. A General Electric trabalhou no desenvolvimento da tecnologia. O HVD não foi comercializado.

## Comparação com outras mídias
|                                       | HD-DVD           | Blu-ray          | HVD              |
| ------------------------------------- | ---------------- | ---------------- | ---------------- |
| Custo inicial por disco gravável      | US$ 10           | US$ 18           | Aprox. US$ 120   |
| Custo inicial por gravador/reprodutor | Aprox. US$ 2 mil | Aprox. US$ 2 mil | Aprox. US$ 3 mil |
| Capacidade de armazenamento inicial   | 30 GB            | 54 GB            | 300 GB           |
| Velocidade de leitura/escrita         | 36,5 Mbps        | 36,5 Mbps        | 1 Gbps           |

## Empresas envolvidas
- Disney
- Sony
- Alps Electric Corporation, Ltd.
- Philips
- CMC Magnetics Corporation
- Panasonic
- Toshiba
- Samsung
- Sharp
- TDK
- JVC
- Apple
- LG
- Hitachi
- Mitsubishi
- Dainippon Ink and Chemicals, Inc. (DIC)
- EMTEC International (subsidiary of the MPO Group)
- Fuji Photo Film Company, Ltd.
- Konica Minolta Holdings, Inc.
- LiteOn Technology Corporation
- Moser Baer, (India)
- Mitsubishi Kagaku Media Company, Ltd. (MKM)
- Nippon Kayaku Co., Ltd.
- Nippon Paint Company, Ltd.
- Optware Corporation
- Pulstec Industrial Company, Ltd.
- Shibaura Mechatronics Corporation
- Software Architects, Inc. (?)
- Suruga Seiki Company, Ltd.
- Targray Technology International, Inc.
- Teijin Chemicals, Ltd.
- Toagosei Company, Ltd.
- Tokiwa Optical Corporation